# Barrio la Guadalupe, Monjas
Barrio la Guadalupe är en ort i Mexiko.   Den ligger i kommunen Monjas och delstaten Oaxaca, i den sydöstra delen av landet, 400 km sydost om huvudstaden Mexico City. Barrio la Guadalupe ligger 1 525 meter över havet och antalet invånare är 119.
Terrängen runt Barrio la Guadalupe är kuperad västerut, men österut är den platt. Runt Barrio la Guadalupe är det ganska tätbefolkat, med 70 invånare per kvadratkilometer. Närmaste större samhälle är Miahuatlán de Porfirio Díaz, 4,7 km sydost om Barrio la Guadalupe. Omgivningarna runt Barrio la Guadalupe är en mosaik av jordbruksmark och naturlig växtlighet.